# 坂本由紀子
坂本 由紀子（さかもと ゆきこ、1949年1月20日 - ）は、日本の政治家、元労働官僚。自由民主党所属の元参議院議員（当選1回）。

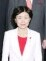
2007年8月30日、首相官邸にて

## 来歴
- 1949年 - 静岡県三島市に生まれる
- 1967年 - 静岡県立沼津東高等学校卒業
- 1972年 - 東京大学法学部卒業
- 1972年 - 労働省（後の厚生労働省）に入省、障害者対策課長、企画課長、婦人政策課長を歴任
- 1996年 - 静岡県副知事へ出向
- 1999年 - 労働省官房審議官
- 2001年1月 - 厚生労働省安全衛生部長、東京労働局長
- 2002年8月 - 厚生労働省職業能力開発局長
- 2004年 - 第20回参議院議員通常選挙で自由民主党・民主党とも現職と新人の2名ずつを公認する大乱戦となった静岡県選挙区より自民党公認で出馬、現職であった山下善彦を押し退けて50万票余りを獲得しトップ当選。予算委員会理事、厚生労働委員会委員、参議院自民党国会対策委員会副委員長などを歴任。
- 2007年 - 8月27日発足の安倍改造内閣で外務大臣政務官に就任するが、その直後に自身が支部長を務める自民党静岡県参議院選挙区第二支部と後援会組織の１つで2種類の領収書を複数枚コピーして架空の会議費用などを計上していたことが発覚[1]し、わずか6日後の9月3日付で政務官を辞任した[2]。
- 2009年5月27日 - 自民党静岡県連からの要請を受けて、次回知事選（2009年静岡県知事選挙）への出馬を表明した。
- 2009年6月17日 - 参議院議員を辞職
- 2009年6月18日 - 静岡県知事選挙告示、立候補届出
- 2009年7月5日 - 同選挙落選

## 政策
- 国立国会図書館の独立行政法人化を主張する。「私のしごと館」は、坂本が厚生労働省の職業能力開発局長時代に建設を担当した施設である[3]。
- 選択的夫婦別姓導入に賛成[4]。

## 静岡県知事選
2009年7月5日執行の静岡県知事選挙に自由民主党の推薦で出馬。坂本から推薦依頼を受けた公明党も財政、医療・福祉など12項目で政策協定を結び、推薦した。また坂本は、「（公共事業の価格を）安くすればいいというのは違う。地元建設業は地域を守ってくれている。大事な業界だと思っている」として公共事業を請け負う土建業者に不利となっている、現状の最低制限価格や低入札価格調査基準価格の見直しの必要性を訴えており、静岡県内の土建業者で構成される静岡県建設業協会などが坂本を支援する姿勢を示した。
知事選には自民党・公明党推薦で出馬したものの、政党色を出さず「県民党」を掲げ、支持を訴えた。唯一の女性候補である点をアピールするため女性閣僚も応援演説を行ったが、民主党、社会民主党、国民新党の推薦を受けた川勝平太に一歩及ばず敗れた。

## 所属していた団体・議員連盟
- 自民党トラック輸送振興議員連盟

## 不祥事

### 政治資金規正法違反事件
坂本が代表を務める「自民党静岡県参議院選挙区第2支部」など3団体が会議の費用を計上する際に2種類の領収書を5回にわたり使い回したりするなどして、政治資金収支報告書に合計約137万円の政治活動費を計上していた。坂本は「会議が実際に開かれたかは精査しているところだ」と説明しているが、これを受け2007年9月3日、坂本は6日間で外務政務官を辞任した。坂本は嫌疑なしとして不起訴処分。報告書の作成を行った元自民党県連事務局長が政治資金規正法違反などの罪で2008年6月25日に在宅起訴され、懲役1年6ヶ月、執行猶予3年の判決を受けた。